# 谢村黄酒
谢村黄酒是黄酒的一种，因产于陕西省汉中市洋县谢村镇而得名。有“南有绍兴加饭，北有谢村黄酒”的说法。
汉中人自古好黄酒，不少人家有祖传酿酒秘方，所酿黄酒各领风骚。旧洋县县志有载：“洋民好饮食，平坝民多用糯米酿制黄酒，小村店必开酒馆或挑至村中卖之，男女沽之”。
据传，谢村黄酒已有三千年酿造历史，在唐朝曾为贡酒，驰名京都长安。诸葛亮也曾以谢村黄酒劳军。清“庚子之变”，慈禧太后携子逃到西安，洋县地方官和谢村富豪刘氏曾贡“谢村黄酒”，备受慈禧青睐。
1987年在上海举办的首届中国黄酒节评比会上，谢村黄酒与绍兴酒双双登上金榜。2007年被评为陕西省非物质文化遗产。